# Mortes em 2016
Esta é uma relação de pessoas notáveis que morreram durante o ano de 2016.